# Championnats d'Europe de skeleton 2017
Navigation
Édition précédente Édition suivante
Les championnats d'Europe de skeleton 2017, vingt-troisième édition des championnats d'Europe de skeleton, ont lieu les 14 et 15 janvier 2017 à Winterberg, en Allemagne. 
L'épreuve masculine est remportée par le Letton Martins Dukurs devant son frère Tomass Dukurs et le Russe Aleksandr Tretyakov tandis que l'Allemande Jacqueline Lölling gagne l'épreuve féminine devant l'Autrichienne Janine Flock et l'Allemande Tina Hermann.